# Bron Breakker
Bronson Rechsteiner (Woodstock, Georgia; 24 de octubre de 1997) es un exjugador de fútbol americano y luchador profesional estadounidense. Actualmente trabaja para la empresa WWE, donde se presenta en la marca Raw bajo el nombre de Bron Breakker. Es hijo de Rick Steiner y sobrino de Scott Steiner, lo que lo convierte en un luchador profesional de segunda generación.
Rechsteiner ha ganado dos veces el Campeonato de NXT y dos veces el Campeón Intercontinental de WWE.

## Primeros años
Rechsteiner nació en Woodstock, Georgia. Asistió a Etowah High School de Woodstock, donde jugó al fútbol, ganando letras en tres años. También participó en la lucha libre, ganando el campeonato estatal de Georgia Class (clase de peso de 220 lb) en 2016. Rechsteiner pasó a estudiar en la Universidad Estatal de Kennesaw de Georgia, con especialización en justicia penal , donde jugó para Kennesaw Búhos del estado . Como estudiante de primer año en 2016, jugó en equipos especiales y defensiva. En 2017, pasó a la ofensiva como corredor. También compitió en el equipo de lucha libre.

## Carrera de futbol americano
En abril de 2020, Rechsteiner fue contratado por los Baltimore Ravens como corredor de campo agente libre no reclutado. Fue puesto en libertad en agosto de 2020. 

## Carrera de lucha libre profesional

### Carrera temprana (2020-2021)
Rechsteiner debutó en la lucha libre profesional el 8 de octubre de 2020 en Ringgold, Georgia en el evento "WrestleJam 8" promovido por AWF / WOW, derrotando a Jamie Hall.

### WWE

#### NXT (2021-2024)
En febrero de 2021, WWE anunció que habían firmado un contrato con Rechsteiner. Más tarde ese mes, fue asignado al WWE Performance Center en Orlando, Florida para entrenar. En el pay-per-view de WrestleMania Backlash el 16 de mayo de 2021, Rechsteiner y varios otros luchadores interpretaron a "zombies" en un combate de leñadores entre Damian Priest y The Miz.
Rechsteiner luchó en su primer combate para WWE en el episodio del 14 de septiembre de NXT bajo el nombre de ring "Bron Breakker", derrotando LA Knight; más tarde tuvo un encuentro con el nuevo Campeón de NXT Tommaso Ciampa. El 26 de octubre de 2021 en el evento Halloween Havoc, obtuvo su primera oportunidad por el Campeonato de NXT siendo derrotado por Ciampa en el main event. Breakker participó en su primera gira con WWE por el Reino Unido en noviembre. En WarGames el 5 de diciembre, Breakker se asoció con otros novatos de la marca como Carmelo Hayes, Grayson Waller, y Tony D'Angelo formando el "Team 2.0" para derrotar al Team "Black & Gold", conformado por los veteranos Ciampa, Johnny Gargano, Pete Dunne y LA Knight en un War Games match, liderando Breakker la victoria tras cubrir a Ciampa.
El 4 de enero de 2022 en el evento NXT: New Year's Evil, Breakker ganó su primer Campeonato de NXT al derrotar a Ciampa. Hizo su primera defensa exitosa del título el 15 de febrero en NXT Vengeance Day, derrotando a Santos Escobar. Más adelante, Breakker hizo su debut no oficial en el roster principal en el episodio del 7 de marzo de Raw, formando equipo con Ciampa para derrotar a The Dirty Dawgs (Dolph Ziggler & Robert Roode) en una lucha por equipos. Al día siguiente en NXT, Breakker perdió el título a manos de Ziggler, con el que comenzaba una rivalidad, en una Triple Threat Match que también participó Ciampa. En NXT: Stand & Deliver, Breakker tuvo una revancha titular contra Ziggler, pero fue derrotado. Aunque días más tarde en Raw, volvería a ganar el campeonato luego de vencer a Ziggler, siendo el primer luchador en ser campeón de NXT en un evento ajeno a la marca. En el siguiente episodio de NXT, retuvo el título contra Gunther (antes WALTER). Breakker posteriormente comenzó un feudo con Joe Gacy después de que este secuestrara a su padre Rick, programándose un combate entre ambos para Spring Breakin, donde Breakker derrotó a Gacy para retener el título. Y nuevamente venció a Gacy en su revancha titular del 4 de junio en NXT In Your House, aun bajo la estipulación adicional de que Breakker le sería arrebatado título si era descalificado. En The Great American Bash el 5 de julio, Breakker retuvo el título contra Cameron Grimes, aunque fue atacado por Jordan Devlin (quien pasó a llamarse JD McDonagh) segundos después. Retuvo el título ante McDonagh al mes siguiente en NXT Heatwave. Breakker comenzaría una rivalidad con el Campeón del Reino Unido de NXT Tyler Bate, quien lo desafió a un combate donde ambos campeonatos estaban en juego para Worlds Collide. En el evento, se llevó el triunfo sobre Bate, lo que provocó la unificación de su título con el de UK. El 22 de octubre en Halloween Havoc, Breakker derrotó a McDonagh e Ilja Dragunov en un combate de triple amenaza para retener su campeonato.
En New Year's Evil el 10 de enero de 2023, Breakker derrotó a Grayson Waller por cuenta fuera para retener el Campeonato NXT. Nuevamente derrotaría a Waller en el evento Vengeance Day el 4 de febrero, reteniendo su título en un Steel Cage match. En Stand & Deliver el 1 de abril, Breakker perdió el campeonato ante Carmelo Hayes, poniendo fin a su segundo reinado a los 362 días. Tres días después en NXT, atacó a Hayes, convirtiéndose así en heel. Breakker solidificó su cambio a rudo la semana siguiente después de interrumpir a Chase University, al insultar verbalmente a ellos y al público para luego atacar a Andre Chase. Ambos luchadores se enfrentaron en Spring Breakin' el 25 de abril, donde derrotó a Chase por sumisión. En Battleground el 28 de mayo, Breakker no pudo recuperar el título al ser derrotado por Hayes.

#### Raw (2024)
En el episodio del 26 de abril de 2024 de SmackDown, durante la primera noche del Draft de WWE, Breakker fue ascendido a la marca Raw.

## Estilo de lucha y personaje
El agarre final de Rechsteiner era originalmente el Steiner Recliner, un embrague de camello; su tío Scott Steiner usó el mismo agarre. En septiembre de 2021, comenzó a usar un Press Gorila powerslam. Ante un rival que corre hacia a él, usa un Spear.

## Vida personal
Desde julio de 2024, mantiene una relación con la también luchadora Izzi Dame.

## Campeonatos y logros
- WWE
  - WWE Intercontinental Championship (2 veces)
  - NXT Championship (2 veces)
  - NXT Tag Team Championship (1 vez) — con Baron Corbin
  - Dusty Rhodes Tag Team Classic (Octavo ganador) — con Baron Corbin

- Pro Wrestling Illustrated
  - Situado en el N°26 en los PWI 500 de 2022[2]
  - Situado en el N°37 en los PWI 500 de 2023[3]

- Wrestling Observer Newsletter
  - Rookie of the Year (2022)